# Albanische Barbe
Die Albanische Barbe (Barbus albanicus) ist ein auf Teilen der Balkanhalbinsel endemisch vorkommender Karpfenfisch.

## Merkmale
Die Albanische Barbe besitzt vier Barteln, die um das unterständige Maul angeordnet sind. Entlang der Seitenlinie hat sie 49 – 52 Schuppen. Die untere Partie des Rückenflossenstrahls ist leicht gesägt.
Das größte bisher gefangene Exemplar wog drei Kilogramm bei 60 Zentimetern Länge.

## Verbreitung
Trotz ihres Namens kommt Barbus albanicus nicht in Albanien, sondern in Fließgewässern des westlichen Griechenlands vor. Barbus albanicus kommt in den Flüssen Mornos und Thyamis sowie in den Seen Amvrakia, Ioannina und Trichonida vor, fehlt aber im Acheron. Auf dem Peloponnes tritt sie im Fluss Pineios auf.

## Lebensweise
Das natürliche Habitat von Barbus albanicus sind Seen, Staubecken und die Unterläufe von Flüssen mit sandigem oder schlammigem Grund. Jungfische treten in großen Schwärmen auf, die man häufig im Brackwasser oder in Hafenbecken antrifft. Adulte Exemplare leben bevorzugt als Einzeltiere im Süßwasser. B. albanicus ist omnivor, ernährt sich sowohl von Detritus, als auch von Insektenlarven, anderen benthisch lebenden Kleintieren und Algen. Die Laichzeit findet in den Monaten Mai bis Juli statt. Geschlechtsreif werden die Fische im Alter von drei bis vier Jahren, sie können ein maximales Alter von 14 Jahren erreichen.

## Wirtschaftliche Bedeutung
Die wirtschaftliche Bedeutung und die anglerische Nutzung der Spezies ist gering.

## Gefährdungsstatus
Laut IUCN gilt der Bestand von Barbus albanicus derzeit als nicht gefährdet.